# Ochthebius indicus
Ochthebius indicus är en skalbaggsart som först beskrevs av Ienistea 1988.  Ochthebius indicus ingår i släktet Ochthebius och familjen vattenbrynsbaggar. Inga underarter finns listade i Catalogue of Life.